# Prezydenci Mauritiusa

## Lista prezydentów Mauritiusa
| Osoba | Osoba   | Osoba                                        | Kadencja            | Kadencja            | Partia polityczna              |
| #     | Portret | Imię i nazwisko                              | Od                  | Do                  | Partia polityczna              |
| ----- | ------- | -------------------------------------------- | ------------------- | ------------------- | ------------------------------ |
| 1     |         | Veerasamy Ringadoo (1920–2000)               | 12 marca 1992       | 30 czerwca 1992     | Partia Pracy                   |
| 2     |         | Cassam Uteem (1941–)                         | 30 czerwca 1992     | 15 lutego 2002      | Walczący Ruch Mauritiusu       |
| -     |         | Angidi Chettiar (1928–2010) (tyczasowo)      | 15 lutego 2002      | 18 lutego 2002      | Partia Pracy                   |
| -     |         | Ariranga Pillay (1945–) (tymczasowo)         | 18 lutego 2002      | 25 lutego 2002      | bezpartyjny                    |
| 3     |         | Karl Offmann (1940–2022)                     | 25 lutego 2002      | 1 października 2003 | Socjalistyczny Ruch Mauritiusa |
| -     |         | Raouf Bundhun (1937–) (tymczasowo)           | 1 października 2003 | 7 października 2003 | Walczący Ruch Mauritiusu       |
| 4     |         | Anerood Jugnauth (1930–2021)                 | 7 października 2003 | 31 marca 2012       | Socjalistyczny Ruch Mauritiusa |
| -     |         | Monique Ohsan-Bellepeau (1942–) (tymczasowo) | 31 marca 2012       | 21 lipca 2012       | Partia Pracy                   |
| 5     |         | Rajkeswur Purryag (1947–2025)                | 21 lipca 2012       | 29 maja 2015        | Partia Pracy                   |
| -     |         | Monique Ohsan-Bellepeau (1942–) (tymczasowo) | 29 maja 2015        | 5 czerwca 2015      | Partia Pracy                   |
| 6     |         | Ameenah Gurib-Fakim (1959–)                  | 5 czerwca 2015      | 23 marca 2018       | bezpartyjna                    |
| -     |         | Barlen Vyapoory (tymczasowo)                 | 23 marca 2018       | 26 listopada 2019   | Socjalistyczny Ruch Mauritiusa |
| -     |         | Eddy Balancy (tymczasowo)                    | 26 listopada 2019   | 2 grudnia 2019      | niezależny                     |
| 7     |         | Prithvirajsing Roopun (1959-)                | 2 grudnia 2019      | 6 grudnia 2024      | Socjalistyczny Ruch Mauritiusa |
| 8     |         | Dharam Gokhool (1949-)                       | 6 grudnia 2024      | nadal               | Partia Pracy                   |